# Alex Kapranos
Alex Kapranos (ur. 20 marca 1972 w Almondsbury) – szkocki muzyk i producent muzyczny, wokalista i gitarzysta indierockowego zespołu Franz Ferdinand.

## Wczesne życie
Urodził się 20 marca 1972 roku w Almondsbury w Anglii. Jego ojciec był Grekiem, a matka Angielką. Jako dwumiesięczne dziecko przeprowadził się do Sunderlandu, a następnie w wieku siedmiu lat do Szkocji. 
Uczęszczał do szkoły podstawowej w Edynburgu, potem do Bearsden Academy w Bearsden, a następnie studiował teologię University of Aberdeen. Po przerwaniu nauki kontynuował edukację na University of Strathclyde, gdzie uzyskał tytuł licencjata. W 2005 roku został uhonorowany nagrodą Absolwenta Roku Strathclyde.
Zanim odniósł sukces w karierze muzycznej, pracował jako szef kuchni, barman, kelner i kierowca samochodu dostawczego. 

## Kariera muzyczna

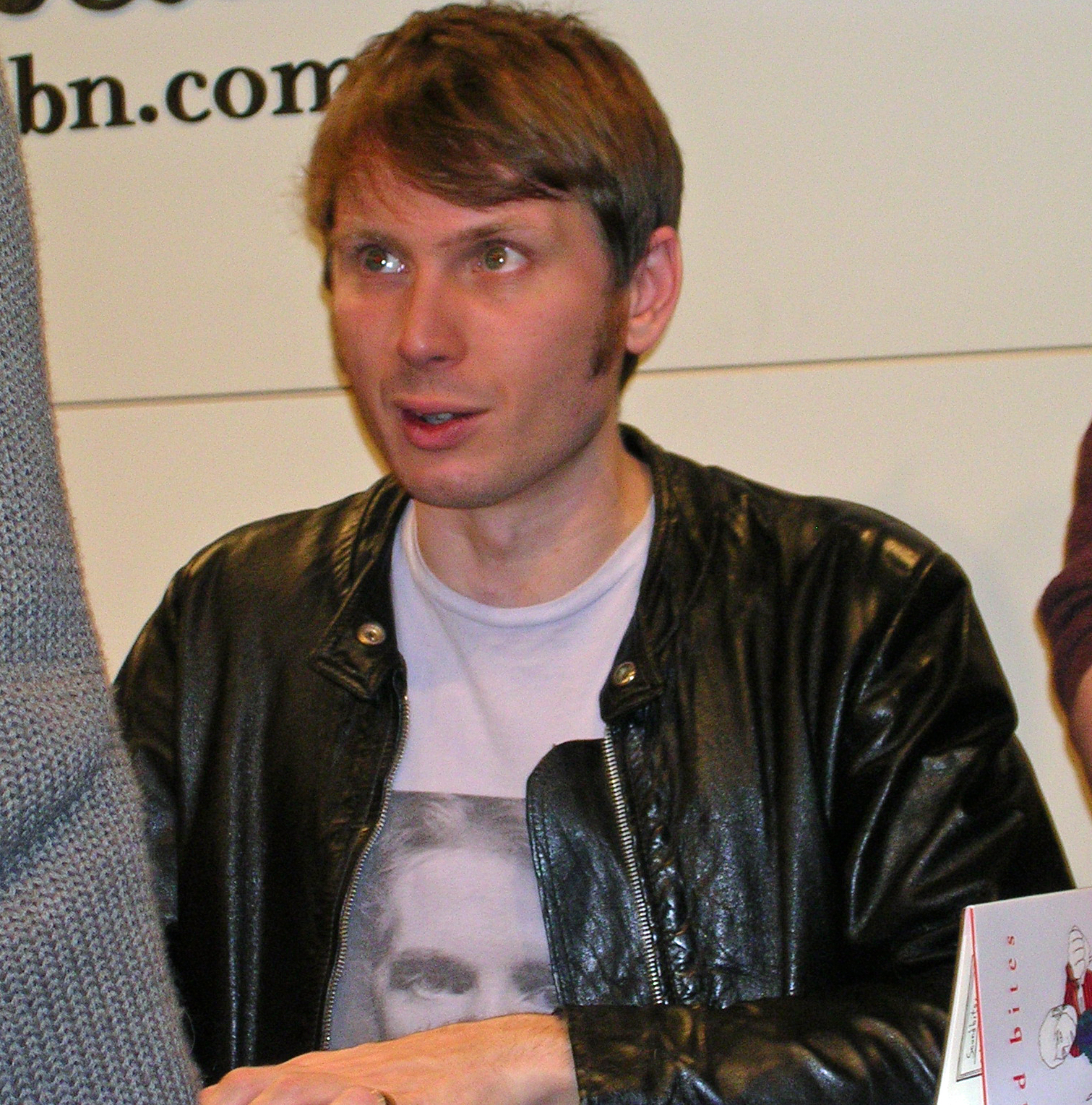
Alex Kapranos (2007)

Działalność muzyczną zaczął pod koniec lat 90. XX wieku. Pracując w Anniesland College w Glasgow grał w kilku miejskich zespołach, m.in. w The Blisters (później znanym jako The Karelia), The Amphetameanies i The Yummy Fur, której członkiem był także Paul Thomson. Brał także udział w nagraniach noise rockowych zespołów Urusei Yatsura i Lung Leg.
Pod koniec 2001 roku założył wraz z Nickiem McCarthym, Paulem Thomsonem i Bobem Hardym indierockowy zespół Franz Ferdinand, którego Alex Kapranos został wokalistą i gitarzystą. Pierwszy album studyjny, nazwany Franz Ferdinand, wydany został w lutym 2004 roku. Zdobył z zespołem nagrodę Mercury Music Prize w 2004 roku oraz dwie nagrody BRIT w 2005 roku w kategoriach: Najlepszy Brytyjski Zespół i Najlepszy Brytyjski Wykonawca Rockowy.
Wystąpił gościnie wraz z Nickiem McCarthym w teledysku „Do It Again” Edwyna Collinsa opublikowanego pod koniec 2010 roku, a także w utworze „Is This Love?” z wydanego w 2023 roku albumu Bobbie amsterdamskiego zespołu Pip Bloom.
Współpracował z zespołem Sparks w ramach supergrupy FFS, wydając w 2015 roku album o tym samym tytule. Pod koniec 2015 roku utworzył wraz z członkami zespołu Midlake oraz Benem Bridwellem z Band of Horses, Jasonem Lytlem z Grandaddy i Franem Healym z Travis supergrupę BNQT. 28 kwietnia 2017 roku wydali wspólnie album Volume 1.
28 lipca 2020 roku opublikował cover utworu „Summer Wine” Nancy Sinatry i Lee Hazlewooda z 1966 roku, wykonany wraz z francuską piosenkarką i autorką tekstów Clarą Luciani.
Jako producent muzyczny wyprodukował m.in. album Men’s Needs, Women’s Needs, Whatever zespołu The Cribs. Wyprodukował także debiutancki album brytyjskiego zespołu indierockowego Citizens! pn. Here We Are, który został wydany przez wytwórnię Kitsuné 28 maja 2012 roku oraz drugi album szkockiego gitarzysty RM Hubberta Thirteen Lost & Found. W 2018 roku był producentem utworu „Coming Back Again” piosenkarki Meggie Brown, a w 2019 roku wyprodukował singiel „Pista (Great Start)” londyńskiego zespołu Los Bitchos.

## Pozostała działalność
W latach 2005–2006 prowadził własną rubrykę kulinarną w brytyjskim dzienniku The Guardian. Zamieszczał w nim felietony dotyczące tego, co i z kim jada, jak również wspomnienia najoryginalniejszych smaków, z jakimi się spotkał. 
W 2006 roku nakładem wydawnictwa Penguin Books wyszła książka Sound Bites: Eating on Tour with Franz Ferdinand, zredagowana między innymi z części felietonów z The Guardian. Jest to zapis kulinarnych podróży, jakie odbywają członkowie zespołu w trakcie trasy koncertowej.
W 2016 roku wziął udział w filmie dokumentalnym o muzyce w Glasgow i wytwórni Chemikal Underground Records, zatytułowanym Lost in France. Reżyserem filmu był Niall McCann, a Alex Kapranos (wraz z członkami The Delgados, Mogwai i innymi) został zaproszony do Mauron w Bretanii, aby odtworzyć koncert, który zagrali, gdy grał on w zespole The Karelia . Został zaproszony do udziału w filmie dokumentalnym Edgara Wrighta z 2021 roku The Sparks Brothers, którego akcja rozgrywa się wokół zespołu Sparks, z którym Franz Ferdinand utworzył supergrupę FFS.
W sierpniu 2022 roku dołączył do Absolute Radio, by nagrać sześcioodcinkowy cykl audycji radiowych z udziałem gości specjalnych, w tym Johnny'ego Marra.

## Życie prywatne
W wolnym czasie lubi „tworzyć abstrakcyjne meble w swoim warsztacie stolarskim”.
Dorastając w Sunderland, kibicował lokalnemu klubowi piłkarskiemu Sunderland A.F.C.
Cierpi na astmę i jest uczulony na orzeszki ziemne.
Spotykał się przez kilka lat z piosenkarką Eleanor Friedberger. Dedykował jej piosenkę „Eleanor Put Your Boots On”.
W 2019 roku związał się z francuską muzyczką Clarą Luciani. W maju 2023 roku ogłosiła, że spodziewa się pierwszego dziecka. Pobrali się w Szkocji pod koniec maja 2023 roku, a ich syn urodził się we wrześniu tego samego roku.